# Asalto de Puerto Amelia
El asalto de Puerto Amelia fue una emboscada ocurrida el 12 de enero de 2022 contra miembros de la comisaría fronteriza de la Policía Nacional del Perú (PNP) cerca a la frontera con Brasil. El asalto dejó heridos a cuatro efectivos policiales, que tuvieron que ser trasladados a Iquitos.
El suceso forma parte de la implicación de organizaciones delictivas del narcotráfico en el departamento de Loreto, una región pobre y afectada por las olas de violencia proviene del noroeste de Colombia de la mano de los Grupos Armados Organizados Residuales y el brazo peruano de las FARC. El 19 de enero, una semana luego del ataque, el puesto policial afectado fue incendiado.

## Desarrollo
En las 17:30 horas, en la tarde del 12 de enero de 2022, los ocho miembros del puesto fronterizo de la PNP estaba haciéndose y fueron atacados por tropas desconocidas provenientes del río Yavarí a poca distancia de Puerto Amelia, resultaron heridos cuatro policías, dos de ellos resultaron con fracturas. Los atacantes robaron fusiles Heckler & Koch, ametralladoras y 3.000 cartuchos. Los cuatro policías fueron transportados de emergencia a Atalaia do Norte, un poblado brasileño al frente de Puerto Amelia, para recibir atención médica, cuando su salud se estabilizó, fueron trasladados a Iquitos, capital del departamento de Loreto.
Una vez enterado la PNP central del ataque, se envió al comandante general Javier Gallardo Mendoza para resguardar a los familiares de los policías afectados, la PNP informó que se estaba indagando junto a las autoridades brasileñas y la Policía Federal para encontrar a los responsables.

### Heridos
| Registro de heridos |
| --- |
| Heridos: Nicolás Peña Gutiérrez (corte de la cabeza), Marcelino Riera Suárez (herida en el rostro), Cristian Lino Nazario (fractura de pierna) y Patrick Panaifo Vargas (fractura en brazo) |

## Investigaciones posteriores
Según las investigaciones policiales, el ataque fue en venganza por parte de delincuentes que vieron frustrado un mega-robo en la sede del Banco de la Nación en Santa Rosa del Yavarí cerca a las tres fronteras, en dicho operación de inteligencia un policía falleció y varios delincuentes brasileños fueron detenidos y enviados a la penitenciaría de Iquitos. Los atacantes fueron catalogados como un grupo integrado por hombres de nacionalidades brasileña y colombiana.
Familiares de algunos de los policías acusaron de negligencia al centro médico público donde reposaban los heridos.

## Reacciones
La municipalidad del distrito del Yavarí informó que «los puestos de vigilancia están abandonados, el Estado (gobierno central) no nos hace caso» en referencias a la precariedad en la que se encuentra las fuerzas gubernamentales peruanas.

## Incendio
El 19 de enero de 2019, ante la nula presencia de miembros de la Policía Nacional del Perú u otra fuerza gubernamental, sujetos desconocidos prendieron fuego al puesto fronterizo de Puerto Amelia, así lo registro un resguardo policial en la isla Santa Rosa.